# Paramesotriton qixilingensis
Espèce
Paramesotriton qixilingensis est une espèce d'urodèles de la famille des Salamandridae.

## Répartition
Cette espèce est endémique du Jiangxi en Chine. Elle se rencontre dans le xian de Yongxin à Ji'an à 194 m d'altitude sur le mont Shenyuan.

## Description
Les mâles mesurent de 139,86 à 140,76 mm de longueur totale dont de 65,86 à 67,65 mm de longueur standard et de 71,73 à 73,11 mm de queue et les femelles de 139,89 à 155,10 mm de longueur totale dont de 66,83 à 74,44 mm de longueur standard et de 73,06 à 80,66 mm de queue.

## Étymologie
Son nom d'espèce, composé de qixiling et du suffixe latin -ensis, « qui vit dans, qui habite », lui a été donné en référence au lieu de sa découverte, la réserve naturelle de Qixiling.

## Publication originale
- Yuan, Zhao, Jiang, Hou, He, Murphy & Che, 2014 : Phylogenetic relationships of the genus Paramesotriton (Caudata: Salamandridae) with the description of a new species from Qixiling Nature Reserve, Jiangxi, southeastern China and a key to the species. Asian Herpetological Research, vol. 5, no 2, p. 67–79 (texte intégral).